# انتشار موانع الحمل

نسبة استخدام النساء لوسائل منع الحمل عالميًا في 2010.

عالميًا، يستخدم نحو 45% من المتزوجين القادرين على إنجاب الأطفال وسائل منع الحمل. اعتبارًا من عام 2007، استُخدم اللولب الرحمي من قبل نحو 17% من النساء في سن الإنجاب في البلدان النامية و9% في البلدان المتقدمة أو أكثر من 180 مليون امرأة في جميع أنحاء العالم. اعتبارًا من عام 2005، استخدم 12% من الأزواج نوعًا من وسائل منع الحمل الذكرية (إما الواقي الذكري أو قطع القناة الدافقة) بمعدلات وصلت إلى 30% في العالم المتقدم.
اعتبارًا من عام 2012، أرادت 57% من النساء في سن الإنجاب تجنب الحمل (867 من 1520 مليون). ومع ذلك، لم تتمكن نحو 222 مليون امرأة من الوصول إلى وسائل منع الحمل، 53 مليون منهن في أفريقيا جنوب الصحراء الكبرى و97 مليون منهن في آسيا. تحد العديد من البلدان من الوصول إلى وسائل منع الحمل لأسباب دينية وسياسية.

## أفريقيا
ارتفع استخدام وسائل منع الحمل بين النساء في أفريقيا جنوب الصحراء من نحو 5% في عام 1991 إلى 30% في عام 2006. ومع ذلك، بسبب الفقر، وعدم الوصول إلى وسائل منع الحمل، وقوانين الإجهاض المقيدة، لا تزال العديد من النساء يلجأن إلى خدمات الإجهاض السرية للحمل غير المقصود، ما يؤدي إلى حصول نحو 3% من النساء على عمليات إجهاض غير آمنة كل عام. تمتلك جنوب أفريقيا وبوتسوانا وزيمبابوي برامج تنظيم الأسرة الناجحة، ولكن لا تزال بلدان وسط وجنوب أفريقيا الأخرى تواجه صعوبات شديدة في تحقيق انتشار أعلى لوسائل منع الحمل وانخفاض الخصوبة لمجموعة متنوعة من الأسباب المركبة.

## الصين
تشترط سياسة الطفل الواحد في جمهورية الصين الشعبية ألا ينجب الأزواج أكثر من طفل واحد. وابتداءً من عام 1979، نُفّذت السياسة للسيطرة على النمو السكاني السريع. تتلقى المرأة الصينية وسائل منع الحمل وتنظيم الأسرة بشكل مجاني. أكثر من 70% ممن هم في سن الإنجاب يستخدمون وسائل منع الحمل. منذ وضع السياسة في عام 1979، مُنع أكثر من 400 مليون ولادة. أدى التفضيل القوي للأولاد الذكور والوصول المجاني إلى تحديد جنس الجنين والإجهاض إلى ارتفاع نسبة الذكور بشكل كبير في كل من المناطق الريفية والحضرية.
اعتبارًا من 1 يناير 2016، ألغت الصين رسميًا سياسة الطفل الواحد. قررت الحكومة الصينية السماح للعائلات بإنجاب طفل ثانٍ. كان يُنظر إلى السياسة الجديدة على أنها حل للتفاوت الهائل بين الجنسين، إذ يميل سكان الصين الحاليون بشدة نحو الذكور. لا توجد تقديرات محددة لمعدل النمو الجديد للسكان الصينيين، ولكن هناك شهادات من المواطنين حول حريتهم الجديدة. قالت بعض الأمهات إنهن متحمسات لفرصة إنجاب طفل آخر، بينما لا تزال أخريات يتبعن تقليد الطفل الواحد.

## الهند
يعد الوعي بوسائل منع الحمل شبه عالمي بين النساء المتزوجات في الهند. ومع ذلك، فإن الغالبية العظمى من الهنود المتزوجين (76% في دراسة أجريت عام 2009) أبلغوا عن مشاكل كبيرة في الوصول إلى مجموعة معينة من وسائل منع الحمل. في عام 2009، قُدر أن 48.3% من النساء المتزوجات يستخدمن وسائل منع الحمل، أي أن أكثر من نصف النساء المتزوجات لا يستخدمن ذلك. نحو ثلاثة أرباع هؤلاء كانوا يستخدمون تعقيم الإناث، وهو إلى حد بعيد أكثر طرق تحديد النسل انتشارًا في الهند. كانت الواقيات الذكرية تستخدم بنسبة 3% فقط، وهي الطريقة التالية الأكثر انتشارًا. بيهار وأوتار براديش لديها أقل نسبة من استخدام وسائل منع الحمل بين جميع الولايات الهندية بمعدلات أقل من 30%.

## باكستان
في عام 2011، استخدمت واحدة فقط من بين كل خمس نساء باكستانيات تتراوح أعمارهن بين 15 و49 عامًا وسائل منع الحمل الحديثة. في عام 1994، تعهدت باكستان بأنها بحلول عام 2010 ستوفر الوصول الشامل إلى خدمات تنظيم الأسرة. لكنهم يتجنبون وسائل منع الحمل بموجب الأعراف الاجتماعية التقليدية. معظم النساء اللواتي قلن إنهن لا يرغبن في المزيد من الأطفال أو يرغبن في الانتظار لفترة من الوقت قبل حملهن التالي، ليس لديهن موارد منع الحمل المتاحة لهن للقيام بذلك. في التسعينيات، أفادت النساء بشكل متزايد أنهن يرغبن في عدد أقل من الأطفال، و24% من الولادات الحديثة كانت غير مرغوب بها. كان معدل الحمل غير المرغوب فيه أعلى عند للنساء اللواتي يعشن في بيئات فقيرة أو ريفية؛ حيث يعيش 1/3 النساء في المناطق الريفية. بينما ورد أن 96% من النساء المتزوجات يعرفن طريقة واحدة على الأقل لمنع الحمل، فإن نصفهن فقط استخدمنها على الإطلاق. من أكثر الأسباب شيوعًا لاختيار النساء المتزوجات عدم استخدام وسائل تنظيم الأسرة الاعتقاد بأن الخصوبة يجب أن يحددها الله (28%)؛ معارضة الاستخدام من قبل المرأة أو زوجها أو غيرهم أو نتيجة تحريم ديني (23%)؛ العقم (15%)؛ ومخاوف بشأن الصحة والآثار الجانبية أو تكلفة تنظيم الأسرة (12%).